# Mikołajewo (województwo mazowieckie)
Mikołajewo – wieś w Polsce położona w województwie mazowieckim, w powiecie płockim, w gminie Staroźreby.
| SIMC    | Nazwa                 | Rodzaj    |
| ------- | --------------------- | --------- |
| 0576680 | Mikołajewo za Traktem | część wsi |

W latach 1975–1998 miejscowość administracyjnie należała do województwa płockiego.